# Joseph-Albert Malula
Joseph-Albert Malula (17. prosince 1917 Leopoldville – 14. června 1989 Lovaň) byl římskokatolický duchovní, biskup arcidiecéze Kinshasa v dnešní Demokratické republice Kongo a kardinál. Velmi se zasloužil od vytvoření a schválení tzv. zairského ritu, specificky africké podoby prožívání liturgie, byl jedním z velkých odpůrců diktátora Mobutu Sese Seko. Současný prezident země Joseph Kabila jej při příležitosti 20. výročí jeho úmrtí prohlásil za národního hrdinu.